# リングア・イグノタ
リングア・イグノタ（羅: Lingua Ignota）は、中世ドイツのベネディクト会系女子修道院長ヒルデガルト・フォン・ビンゲン（1098年 - 1179年）によって作られた言語である。神秘主義的な目的のために使われ、表記のために23字からなる文字litterae ignotae.も創作された。

## 概要
ヒルデガルトは、この言語について"Lingua Ignota per simplicem hominem Hildegardem prolata"という著作の中で記述している。これは12世紀頃のリーゼン写本とベルリン写本の中で残っていた。この文書は、リングア・イグノタの1011語の語彙集で、おおむねラテン語による注釈が付されている（一部はドイツ語による注釈）。ほとんどが既存言語に基づかない語彙からなる形容詞付きの名詞であった。文法的には、ラテン語からの部分的な語彙の入れ替えを行う、いわゆる、既存文法の中で新しい語彙を代替させた言語というものだった。
創作者以外この言語に精通した人物は不明であり、また言語の目的も明らかになっていない。19世紀になってから、ヒルデガルドが自らの言語を理想の人工言語にする意図があったという信じる者たちもいた。しかし今日の一般的な推察では、神聖な霊感によってもたらされた彼女の"未知の音楽"と同様に、隠語として考案されたものだという。